# Primärforskning
Primärforskning eller originalforskning (jämför grundforskning) är forskning som innehåller nya resultat och inte bara är referat av redan publicerad forskning. Originalforskning redovisas vanligen i form av artiklar, originalartiklar, i vetenskapliga tidskrifter, medan sammanfattning av existerande forskning skrivs i översiktsartiklar, ofta även kallade reviewartiklar. 
Ett visst mått av primärforskning krävs för akademisk publicering inom flertalet akademiska ämnen, exempelvis i refereegranskade forskningsartiklar, doktorsavhandlingar, examensarbeten och projektrapporter. Publikationen måste innefatta slutsatser baserade på tidigare opublicerad empiri (datainsamling), exempelvis från resultat av författarens egna enkätundersökningar, intervjuer, experiment, mätningar och beräkningar. Primärforskning får således inte enbart utgöra referat av redan publicerade källor, och syntes (kombination och nya slutsatser) av andras arbete. Syftet med primärforskning är att producera kunskap som har ett nyhetsvärde, snarare än att sammanställa redan kända uppgifter på ett nytt sätt. 
Undantag från kravet på primärforskning är uppslagsverk, översiktsartiklar och läroböcker, där tvärtom originalforskning i allmänhet undviks. Där refereras istället främst forskning som refererats och värderats som värdefull i oberoende sekundärkällor.